# 小江街道
小江街道，原为小江镇，是中华人民共和国广西壮族自治区钦州市浦北县下辖的一个乡镇级行政单位。

## 行政区划
小江街道下辖以下地区：
环城社区、田山社区、西塘社区、文山社区、街口村、和平村、六新村、光明村、黎木村、凤平村、苏村、新南村、沙场村、沙江村、平马村、建群村和云坊村。

## 中国传统村落
2013年8月，平马村被评为第二批中国传统村落。